# Matougues
Matougues é uma comuna francesa na região administrativa do Grande Leste, no departamento de Marne. Estende-se por uma área de 13.77 km², e possui 602 habitantes, segundo o censo de 2018, com uma densidade de 44 hab/km².